# (8953) 1998 FC61
A (8953) 1998 FC61 a Naprendszer kisbolygóövében található aszteroida. A LINEAR projekt keretében fedezték fel 1998. március 20-án.